# Œillet commun
Pour les articles homonymes, voir Œillet (homonymie).
Dianthus caryophyllus
Espèce
Classification phylogénétique
L'œillet commun (Dianthus caryophyllus) ou œillet des fleuristes, œillet giroflée, œillet Chabaud, est une espèce de plantes herbacées de la famille des Caryophyllaceae. Ses cultivars innombrables sont produits comme plantes ornementales pour leurs fleurs de couleurs variées, blanches, roses ou rouges.
Cette espèce est probablement originaire des bords de la Méditerranée, et largement répandue par les cultures depuis l'Antiquité. Elle appartient au genre Dianthus (fleur dédiée à Zeus) qui comprend près de 300 espèces.

## Description

### Forme sauvage
C'est une espèce de plantes herbacées vivaces grâce à sa tige souterraine ramifiée, haute de 10 à 80 cm. Les feuilles sont très allongées et les tiges noueuses.
Les fleurs, à pétales dentés au sommet, sont de couleur rose, blanche, parfois mêlée de pourpre, et s'épanouissent tout l'été.
On la trouve assez communément dans presque toute l'Europe centrale et méridionale et dans le Nord de l'Afrique, en terrains secs et rocailleux.

### L'œillet cultivé

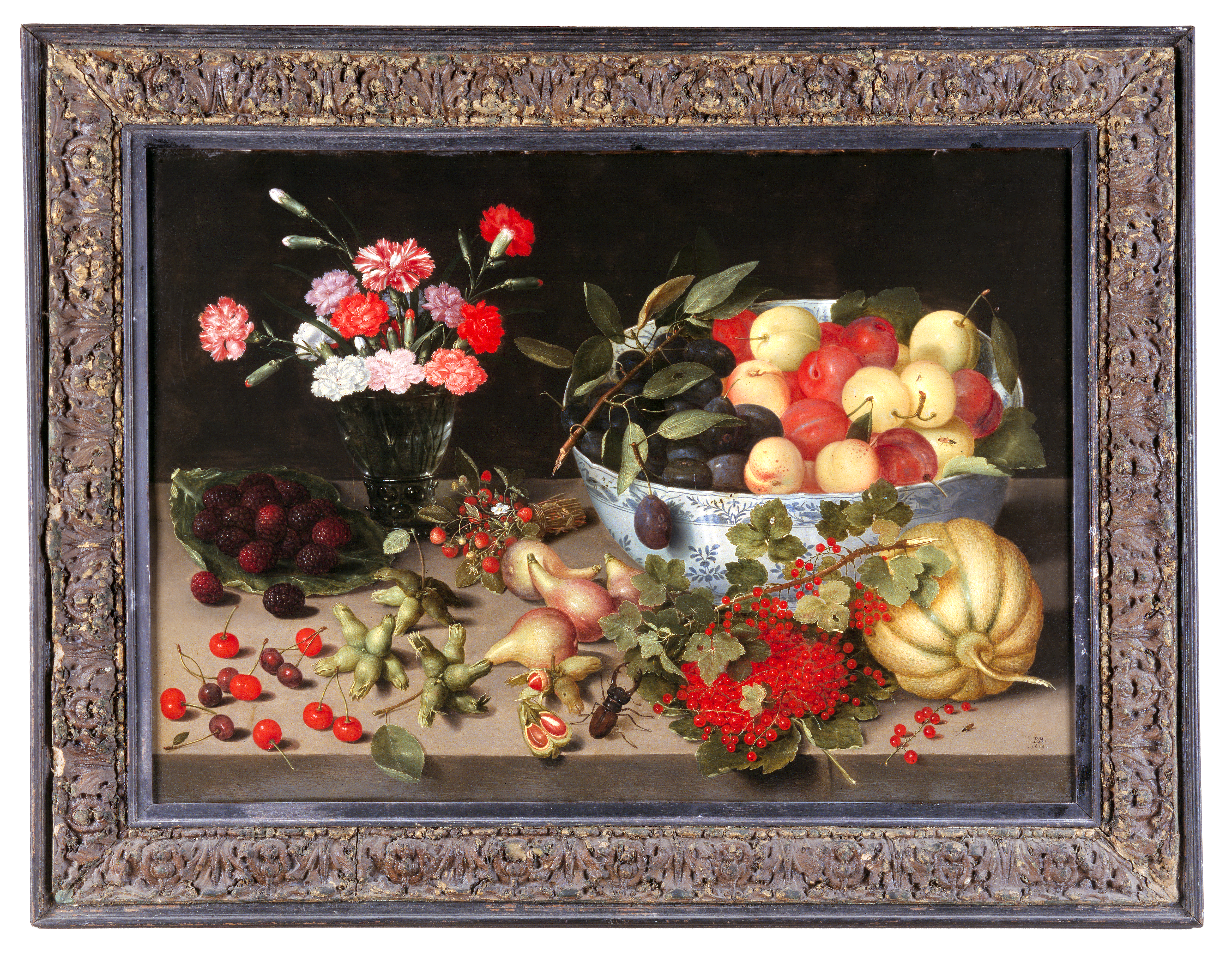
Pierre Binoit, Stilleben, frukt – Nature morte avec œillets dans un vase, 1618

Les nombreux cultivars se classent en deux groupes :
- races non remontantes : floraison limitée au printemps ou en début d'été :
  - Œillet grenadin, à fleurs rouges ;
- races remontantes : plusieurs floraisons successives du printemps à l'automne :
  - Œillet remontant à tige de fer, à fleurs doubles et tige très rigide, utilisé comme fleur à couper.

À ne pas confondre avec l'œillet de poète, Dianthus barbatus, ni avec l'œillet mignardise, Dianthus plumarius, également couramment cultivés comme plante ornementale, pour les bordures de jardins ; ni avec l'œillet d'Inde, Tagetes patula, qui est une astéracée.

#### Culture
Ces œillets préfèrent un sol sain, bien drainé et une exposition ensoleillée.
Plantation en avril-mai à l'aide de plants issus de boutures.
La récolte commence quatre mois après la plantation.

#### Aspects économiques
L'œillet des fleuristes fait l'objet d'une culture importante pour la fleur coupée. En France, le centre de production est concentré dans la région Provence-Alpes-Côte d'Azur.
La production d'œillets tend à se délocaliser en Afrique et en Amérique du Sud.
Plusieurs variétés d'œillets génétiquement modifiés ont été produites dans le monde, notamment par la firme Suntory au Japon. Le but est d'obtenir de nouveaux coloris et de ralentir le fanage des fleurs.

## Symbolisme
L'œillet est la fleur de naissance du mois de janvier.